# Norwegische Fußballnationalmannschaft/Europameisterschaften
Der Artikel beinhaltet eine ausführliche Darstellung der norwegischen Fußballnationalmannschaft bei Europameisterschaften. Die norwegische Mannschaft konnte sich nur einmal qualifizieren. Norwegen hat von allen Teilnehmern die wenigsten Gegentore (1) kassiert, aber auch nur ein Tor geschossen.

## Übersicht
Norwegen nahm an allen EM-Qualifikationen teil, konnte sich bisher aber erst einmal für eine Endrunde qualifizieren. Bei den ersten Teilnahmen kam das Aus jeweils in der ersten Runde, danach schied die Mannschaft immer als Gruppenletzter aus. Erst in der Qualifikation für die EM 1992, als mit Rune Bratseth ein Stabilisator der Abwehr vorhanden war, konnte erstmals der dritte Platz in der Gruppe belegt werden. 2000 gelang dann erstmals die Qualifikation für die Endrunde und in den folgenden Jahren wurde die Qualifikation immer nur knapp verpasst.
| Jahr | Gastgeberland           | Teilnahme bis …    | Letzte(r) Gegner                   | Ergebnis | Trainer         | Bemerkungen und Besonderheiten |
| ---- | ----------------------- | ------------------ | ---------------------------------- | -------- | --------------- | --- |
| 1960 | Frankreich              | nicht qualifiziert |                                    |          |                 | Im Achtelfinale an Österreich gescheitert, das sich auch nicht für die Endrunde qualifizieren konnte. |
| 1964 | Spanien                 | nicht qualifiziert |                                    |          |                 | In der Qualifikation am Nachbarn Schweden gescheitert, das sich auch nicht für die Endrunde qualifizieren konnte. |
| 1968 | Italien                 | nicht qualifiziert |                                    |          |                 | In der Qualifikation an Bulgarien gescheitert, das sich auch nicht für die Endrun.de qualifizieren konnte. |
| 1972 | Belgien                 | nicht qualifiziert |                                    |          |                 | In der Qualifikation am späteren Vierten Ungarn gescheitert. |
| 1976 | Jugoslawien             | nicht qualifiziert |                                    |          |                 | In der Qualifikation am späteren Gastgeber und Vierten Jugoslawien gescheitert. |
| 1980 | Italien                 | nicht qualifiziert |                                    |          |                 | In der Qualifikation am späteren Vizeeuropameister Belgien gescheitert. |
| 1984 | Frankreich              | nicht qualifiziert |                                    |          |                 | In der Qualifikation an Jugoslawien gescheitert. |
| 1988 | Deutschland             | nicht qualifiziert |                                    |          |                 | In der Qualifikation am späteren Vizeeuropameister UdSSR gescheitert. |
| 1992 | Schweden                | nicht qualifiziert |                                    |          |                 | In der Qualifikation erneut an Vizeeuropameister UdSSR gescheitert. |
| 1996 | England                 | nicht qualifiziert |                                    |          |                 | In der Qualifikation am späteren Vizeeuropameister Tschechien und den Niederlanden gescheitert. |
| 2000 | Niederlande und Belgien | Vorrunde           | Spanien, BR Jugoslawien, Slowenien | 9.       | Nils Johan Semb | Nach je einem Sieg, einer Niederlage und einem Remis als Gruppendritter mit den wenigsten Gegentoren aller Teilnehmer in der Vorrunde ausgeschieden. |
| 2004 | Portugal                | nicht qualifiziert |                                    |          |                 | In den Relegationsspielen an Spanien gescheitert. |
| 2008 | Österreich und Schweiz  | nicht qualifiziert |                                    |          |                 | In der Qualifikation an Griechenland und nach einer Heimniederlage am vorletzten Spieltag an der Türkei gescheitert. |
| 2012 | Polen und Ukraine       | nicht qualifiziert |                                    |          |                 | In der Qualifikation an Dänemark und aufgrund der schlechteren Tordifferenz an Portugal gescheitert. |
| 2016 | Frankreich              | nicht qualifiziert |                                    |          |                 | In der Qualifikation traf Norwegen zunächst auf Italien, Kroatien, Bulgarien, Aserbaidschan und Malta. Als Gruppendritter scheiterte Norwegen dann in den Playoffs an Ungarn.                                                                              |
| 2021 | Europa                  | nicht qualifiziert |                                    |          |                 | Norwegen hatte sich nicht für die Austragung von Spielen beworben. In der Qualifikation als Gruppendritter hinter Spanien und Schweden die direkte Qualifikation verpasst. In den Play-Offs an Serbien gescheitert, das wiederum an Schottland scheiterte. |
| 2024 | Deutschland             | nicht qualifiziert |                                    |          |                 | In der Qualifikation an Spanien und Schottland gescheitert. |

## Endrunden  mit vier Teilnehmern

### EM 1960
An der ersten Fußball-Europameisterschaft 1960, die noch als „Europapokal der Nationen“ ausgetragen wurde, wollten auch die Norweger teilnehmen. Dazu mussten sie im Achtelfinale gegen Österreich antreten. Am 20. Mai 1959 bestritten die seit Anfang 1959 von Kristian Henriksen trainierten Norweger in Oslo ihr erstes EM-Qualifikationsspiel und verloren mit 0:1. Im Rückspiel vier Monate später in Wien verloren sie dann mit 2:5, wobei Ove Ødegaard beide Tore für Norwegen erzielte. Österreich scheiterte dann im Viertelfinale am WM-Dritten Frankreich, der dann die Endrunde ausrichten durfte und Vierter wurde. Henriksens Amtszeit endete im Dezember 1959, sein Nachfolger wurde Wilhelm Kment, der aber bei der zweiten EM-Qualifikation schon nicht mehr im Amt war.

### EM 1964
Vier Jahre später wollten dann mehr Mannschaften als 1960 teilnahmen, daher wurde dem Achtelfinale eine Vorrunde vorgeschaltet. In der Vorrunde trafen die nun von Ragnar Larsen trainierten Norweger auf den Nachbarn Schweden. Nach einer 0:2-Heimniederlage gelang zwar fünf Monate später in Malmö ein 1:1, Norwegen war damit aber ausgeschieden. Schweden scheiterte dann im Viertelfinale an Titelverteidiger Sowjetunion.

### EM 1968
Für die Fußball-Europameisterschaft 1968 wurden in der Qualifikation erstmals Gruppenspiele angesetzt. Norwegen musste gegen Bulgarien, Portugal und wieder den Nachbarn Schweden antreten. Nach einer Niederlage im ersten Spiel gegen Bulgarien und einer Niederlage in einem Freundschaftsspiel gegen Vizeweltmeister Deutschland endete die Amtszeit von Larsen. Aber auch unter seinem Vorgänger und Nachfolger Wilhelm Kment konnte Norwegen nur das Heimspiel gegen den Nachbarn Schweden und damit das erste EM-Qualifikationsspiel gewinnen. In den anderen Spielen reichte es nur zu einem torlosen Remis bei vier Niederlagen. Damit schied Norwegen als Gruppenletzter aus. Gruppensieger Bulgarien scheiterte im Viertelfinale an Italien, das dann die Endrunde ausrichten durfte und dank Losglück und Heimvorteil Europameister wurde. Kment blieb noch im Amt, aber nach der verpassten Qualifikation für die WM 1970 endete auch seine Amtszeit.

### EM 1972
Für die EM-Endrunde 1972 konnten sich die nun von Øivind Johannessen trainierten Norweger auch nicht qualifizieren. In einer Gruppe mit Ungarn, wieder Bulgarien sowie Frankreich wurde mit einem Remis und fünf Niederlagen wieder nur der letzte Platz belegt. Gruppensieger Ungarn erreichte dann auch die Endrunde und wurde dort Vierter. Johannessens Amtszeit endete im Dezember 1971.

### EM 1976
1976 wurde die Endrunde letztmals mit vier Mannschaften ausgetragen. Die nun von Kjell Schou-Andreassen und Nils Arne Eggen trainierten Norweger trafen in der Gruppenphase der Qualifikation auf Jugoslawien, Nordirland und wieder Schweden. Norwegen startete mit einem 2:1 gegen Nordirland, schoss dann aber kein weiteres Tor mehr und verlor die restlichen Spiele, so dass am Ende erneut nur der letzte Platz heraussprang. Gruppensieger Jugoslawien qualifizierte sich dann auch für die Endrunde, durfte diese ausrichten, wurde aber trotz Heimvorteil nur Vierter.

## Endrunden  mit acht Teilnehmern

### EM 1980
In der Qualifikation für die Europameisterschaft in Italien, die erstmals mit acht Mannschaften ausgetragen wurde, trafen die Norweger auf Belgien, Österreich, Portugal und Schottland. Nach der verpassten Qualifikation für die WM 1978 hatte Tor Røste Fossen das Traineramt übernommen. Diesmal reichte es nur zu einem 1:1 in Belgien, das dennoch Gruppensieger wurde, alle anderen Spiele wurden verloren. Damit schied Norwegen wieder als Gruppenletzter aus, Fossen blieb aber im Amt. Belgien fuhr zur EM und erreichte das Finale, verlor dieses aber gegen Deutschland.

### EM 1984
Etwas besser verlief die Qualifikation vier Jahre später. In der Qualifikations-Gruppe mit wieder Jugoslawien und Bulgarien sowie Wales gelangen diesmal ein Sieg und zwei Remis. Die drei Niederlagen bedeuteten aber wieder den letzten Platz. Gruppensieger Jugoslawien erreichte die Endrunde, verlor dort aber alle Spiele.

### EM 1988
Gegner in der Qualifikation für die EM 1988 waren die UdSSR, Titelverteidiger Frankreich, die DDR und Island. Norwegen konnte zwar gegen den Titelverteidiger gewinnen, dies war aber der einzige Sieg. Mit zwei Remis (davon eins in Frankreich und ein 0:0 gegen die DDR) und fünf Niederlagen in den anderen Spielen wurde Norwegen wieder Letzter. Da hatte auch der Trainerwechsel mitten in der Qualifikation nichts genützt. Auch dem neuen Trainer, dem Schweden Tord Grip, gelang es nicht, das Ruder rumzureißen. Die UdSSR erreichte als Gruppensieger die Endrunde und dort zum vierten Mal das Finale, verlor dies aber gegen die Niederlande. Grip blieb zunächst im Amt, ihm folgte im Juli 1988 Ingvar Stadheim.

### EM 1992
In der Qualifikation trafen die Norweger wieder auf die Sowjetunion, sowie Italien, Ungarn und Zypern. Norwegen, das seit Oktober 1990 – nach der ersten Niederlage in der Qualifikation gegen die UdSSR – von Egil Olsen trainiert wurde, konnte erstmals drei Qualifikationsspiele gewinnen, u. a. mit 2:1 gegen Italien. Drei weitere Spiele endeten remis (u. a. 1:1 in Italien) und nur zwei wurden verloren. Damit wurde Norwegen erstmals nicht Letzter, als Gruppendritter wurde dennoch die Endrunde verpasst. Olsen blieb im Amt und schaffte mit Norwegen die zweite WM-Teilnahme nach 56 Jahren.
Gruppensieger UdSSR nahm als Gemeinschaft Unabhängiger Staaten (GUS) an der Endrunde teil, scheiterte aber in der Vorrunde.

## Endrunden  mit 16 Teilnehmern

### EM 1996
Die EM 1996 wurde erstmals mit 16 Mannschaften ausgetragen und nachdem sich die Norweger für die WM 1994 qualifiziert hatten und dort unglücklich ausgeschieden waren, hegten sie auch die Hoffnung nun die Qualifikation für die EM-Endrunde zu schaffen. In einer Gruppe mit Tschechien, das nach der Aufspaltung der Tschechoslowakei erstmals teilnahm, der Niederlande, Belarus, das auch erstmals teilnahm, Luxemburg und Malta reichte der dritte Platz aber nicht. Verspielt wurde die Qualifikation durch eine 0:3-Niederlage im letzten Spiel in Rotterdam. Die Niederländer waren damit punktgleich, aber mit der besseren Tordifferenz Gruppenzweiter vor den Norwegern, mussten dann aber noch ein Playoffspiel gegen die Iren gewinnen, um zusammen mit den Tschechen zur EM zu fahren. Den Norwegern gelang immerhin danach die erneute WM-Qualifikation.

### EM 2000
Für die EM 2000 konnten sich die Norweger dann endlich qualifizieren. Nils Johan Semb, zuvor Trainer der U-21-Mannschaft, hatte nach der WM 1998 das Amt des Nationaltrainers übernommen. In einer Gruppe mit Griechenland, Slowenien, Lettland, Albanien und Georgien wurde der erste Platz belegt. Norwegen hatte zwar das erste Spiel, ein Heimspiel gegen Lettland mit 1:3 verloren, gewann dann aber acht Spiele und spielte einmal remis. Damit hatten die Norweger am Ende acht Punkte Vorsprung vor Slowenien, das sich in den Playoffs der Gruppenzweiten gegen die Ukraine durchsetzen konnte.
Bei der erstmals in zwei Ländern ausgetragenen EM trafen die Norweger in ihrem ersten EM-Spiel auf Spanien, gegen das sie noch nie gewonnen hatten. Durch das erste EM-Tor für Norwegen durch Steffen Iversen, der einen langen Freistoß von Torhüter Thomas Myhre ins Tor köpfte, gelang aber erstmals ein Sieg gegen die Iberer. Im zweiten Spiel gegen die Bundesrepublik Jugoslawien verloren sie dann aber mit  0:1 durch ein bereits in der achten Minute gefallenes Tor. Vor dem letzten Spieltag war damit noch alles offen in der Gruppe, mit einem Sieg gegen Qualifikationsgegner Slowenien wären die Norweger im Viertelfinale gewesen, sie kamen aber nicht über ein 0:0 hinaus. Da Spanien mit 4:3 gegen die Bundesrepublik Jugoslawien gewann, wobei das 3:3 erst in der vierten und das 4:3 in der sechsten Minute der Nachspielzeit fiel, hatten Norwegen und die Bundesrepublik Jugoslawien beide vier Punkte und die gleiche Tordifferenz. Die Bundesrepublik Jugoslawien hatte aber das Spiel gegen Norwegen gewonnen und damit den entscheidenden direkten Vergleich. Norwegen schied damit als Gruppendritter aus und verabschiedete sich damit für mindestens 16 Jahre wieder von der EM-Bühne, die Bundesrepublik Jugoslawien nach einer 1:6-Niederlage im Viertelfinale gegen Co-Gastgeber Niederlande für immer.

### EM 2004
In der Qualifikation für die EM 2004 trafen die Norweger auf Dänemark, Rumänien,  Bosnien-Herzegowina und Luxemburg. Norwegen startete mit einem Remis und drei Siegen in die Qualifikation, verlor dann aber in Dänemark, erreichte gegen Rumänien nur ein 1:1 und verlor in Zenica. Mit einem 1:0 gegen Luxemburg wurde dann aber noch der zweite Platz mit den wenigsten Gegentoren vor den punktgleichen Rumänen gesichert, da sie den direkten Vergleich gegen diese gewonnen hatten. Als Gruppenzweiter hinter den direkt qualifizierten Dänen mussten sie in die Playoffs gegen Spanien, verloren aber beide Spiele. Für Nils Johan Semb endete damit seine Amtszeit als Nationaltrainer, ihm folgte Åge Hareide. Spanien scheiterte dann bei der Endrunde bereits in der Vorrunde.

### EM 2008
In der Qualifikationsgruppe C für die EM 2008 trafen die Norweger auf Titelverteidiger Griechenland, die Türkei, wieder Bosnien und Herzegowina, Ungarn, Moldau und Malta. Hinter dem Titelverteidiger lieferten sich Norweger und Türken einen Kampf um Platz 3, den die Türken durch ein 2:1 im vorletzten Spiel in Norwegen für sich entschieden. Norwegen hatte zwar die meisten Tore (27) erzielt, am Ende aber einen Punkt weniger als die Türken, die als Gruppenzweiter zusammen mit den Griechen zur EM fuhren und dort bis ins Halbfinale vorstießen, wogegen die Griechen ihren Titel bereits in der Vorrunde verloren. Im Dezember 2008 trat Hareide von seinem Amt als Nationaltrainer zurück und Egil Olsen übernahm erneut das Amt.

### EM 2012
Aber auch unter Olsen verlief die Qualifikation für die EM 2012 nicht besser. In einer Gruppe mit Portugal, Dänemark, Island und Zypern belegten die Norweger wieder nur den dritten Platz. Gestartet waren sie mit drei Siegen, konnten dann aber das Heimspiel gegen Dänemark nicht gewinnen und verloren dann auch das Rückspiel in Dänemark sowie in Portugal. Da sie nur 10:7 Tore erzielten, die punktgleichen Portugiesen aber 21:12 und im direkten Vergleich  beide je einmal 1:0 gewonnen hatte, hatten die Norweger das Nachsehen. Dänemark als Gruppensieger und Portugal fuhren zur EM, wo beide in der Vorrunde erneut aufeinander trafen. Olsen blieb zunächst im Amt, als aber auch die Qualifikation für die WM 2014 verpasst wurde, wurde er im September 2013 von Per-Mathias Høgmo abgelöst.

## Endrunden  mit 24 Teilnehmern

### EM 2016
An der EM nahmen erstmals 24 Mannschaften teil. Für die Auslosung der Qualifikationsgruppen, die am 23. Februar 2014 erfolgte, waren die Norweger in Topf 3 gesetzt. Die Norweger wurden in Gruppe H gelost. Aus den anderen Töpfen wurden zugelost: Italien, Kroatien, Bulgarien, Aserbaidschan und Malta.
Die beiden Gruppenersten qualifizierten sich direkt für die EM-Endrunde. Wäre die drittplatzierte Mannschaft bester Gruppendritter geworden, wäre sie ebenfalls direkt qualifiziert gewesen. Die übrigen Gruppendritten spielten in Playoffs vier weitere Teilnehmer aus.
Die Norweger verloren das erste Spiel gegen Italien, gewannen dann drei Spiele, verloren aber danach in Kroatien mit 1:5 und lagen nach der Hälfte der Spiele auf Platz 3. Nach einem torlosen Remis im Heimspiel vor der Sommerpause gegen Aserbaidschan folgten nach der Sommerpause drei Siege, darunter ein 2:0 gegen den direkten Konkurrenten Kroatien. Damit lagen die Norweger vor dem letzten Spiel in Italien auf dem zweiten Platz, mussten dort aber gewinnen, da Kroatien im Parallelspiel in Malta gewann, um sich direkt für die Endrunde zu qualifizieren. Trotz 1:0-Führung wurde aber mit 1:2 verloren, so dass die Norweger auf Platz 3 zurückfielen und damit in die Relegationsspiele der Gruppendritten gegen Ungarn müssen. Mit einem 0:1 im Heimspiel am 12. November verpassten die Norweger eine gute Ausgangsbasis für das Rückspiel und konnten dort das Blatt auch nicht wenden, da sie mit 1:2 verloren.

### EM 2021
Für die erste paneuropäische EM-Endrunde hatte sich Norwegen nicht um die Ausrichtung von Spielen beworben. In der Qualifikation, an der auch die Ausrichter von Endrundenspielen teilnehmen mussten, hatten es die Norweger mit Spanien, dem Nachbarn Schweden, Rumänien, den Färöer und Malta zu tun. Während der Qualifikation für die WM 2018 hatte der Schwede Lars Lagerbäck das Amt des Nationaltrainers in Norwegen übernommen, die Norweger aber nicht zur WM führen können. In der Qualifikation für die EM verloren die Norweger das erste Spiel in Spanien mit 1:2 und kamen in den nächsten beiden Heimspielen nur zu Remis nach 2:0-Führungen (3:3 gegen Schweden mit letztem Gegentor und Ausgleich in der Nachspielzeit sowie 2:2 gegen Rumänien mit Ausgleich in der Nachspielzeit). Gegen die Färöer und Malta gelangen dann zwei 2:0-Siege. Die zweite Hälfte der Qualifikation begann mit drei 1:1-Remis in Schweden, gegen Spanien und in Rumänien. Sie gewannen dann zwar die beiden letzten Spiele gegen die Färöer und Malta, hatten aber schon vor dem letzten Spiel keine Chance mehr sich direkt für die Endrunde zu qualifizieren. Am Ende sprang der dritte Platz heraus. Da sie in der UEFA Nations League 2018/19 in ihrer Liga Gruppensieger geworden waren, hatten sie aber noch die Möglichkeit, sich über die Playoffs qualifizieren. Dabei hatten sie im Oktober 2020 zunächst Heimrecht gegen Serbien, verloren aber mit 1:2 nach Verlängerung und verpassten damit endgültig die Endrunde.

### EM 2024
Auch vier Jahre später trafen die Norweger in der Qualifikation auf Spanien, zudem Schottland, Georgien und Zypern. Zwar haben die Norweger mit Erling Haaland einen torgefährlichen Spieler, seine sechs Qualifikationstore reichten aber nicht, um den Norwegern mehr als Platz 3 einzubringen, da sie nur die Spiele gegen Zypern und das Heimspiel gegen Georgien gewannen und noch zwei Remis erreichten. Weil sie in der UEFA Nations League 2022/23 Liga B4 nur Zweite wurden und von den Zweiten der Schlechteste waren, blieb auch der Weg über die Play-offs versperrt. Entscheidend war dabei, dass die der Liga B2 zugeloste russische Mannschaft wegen des russischen Überfalls auf die Ukraine ausgeschlossen wurde und in den anderen Gruppen die Spiele gegen die viertplatzierten Mannschaften nicht mitzählten. So waren in dieser Wertung die beiden Siege der Norweger gegen den östlichen Nachbarn Schweden wertlos.

## Spieler mit den meisten Einsätzen bei Europameisterschaften
10 Spieler mit drei Spielen.

## Spieler mit den meisten Toren bei Europameisterschaften

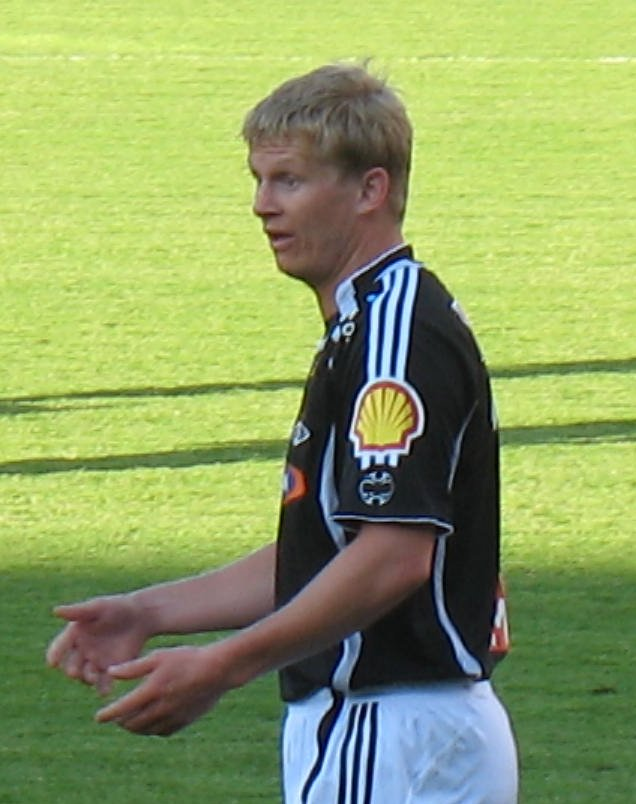
Steffen Iversen, einziger norwegischer EM-Torschütze

| Tore | Spieler         | Jahr (Tore) |
| ---- | --------------- | ----------- |
| 1    | Steffen Iversen | 2000 (1)    |

Stand: Juli 2021

## Bei Europameisterschaften gesperrte Spieler
- 2000 erhielt Erik Mykland im letzten Gruppenspiel die zweite Gelbe Karte, da die Norweger ausschieden hatte sie keinen Effekt.

## Anteil der im Ausland spielenden Spieler im EM-Kader
Legionäre stellten im bisher einzigen EM-Kader das Hauptkontingent.
| Jahr (Spiele) | Anzahl (Länder)                                                                   | Spieler (Einsätze) |
| ------------- | --------------------------------------------------------------------------------- | --- |
| 2000 (3)      | 16 (2 in Dänemark, 3 in Deutschland, 8 in England, 1 in Frankreich, 2 in Spanien) | Stig Inge Bjørnebye (2), Ståle Solbakken (1); Erik Mykland (3), Kjetil Rekdal (0), Vidar Riseth (1); Trond Andersen (0), Eirik Bakke (3), Henning Berg (1), Tore André Flo (3), Vegard Heggem (2), Steffen Iversen (3), Thomas Myhre (3), Ole Gunnar Solskjær (3); John Arne Riise (0); Dan Eggen (3), Frode Olsen (0) |

Stand: Juli 2021

## Rekorde
- Einzige Mannschaft mit nur einem Gegentor
- Wales (1 Sieg, 1 Remis), Finnland und Norwegen (je 1 Sieg) sowie Island und Slowenien (je 1 Remis) verloren nie ihr Auftaktspiel.

## Spiele
Die Norweger bestritten bisher drei EM-Spiele, davon wurden je eins gewonnen, verloren und endete remis. Kein Spiele musste verlängert werden.
Die Norweger nahmen nie am ersten oder Eröffnungsspiel der EM teil, spielten nie gegen den Gastgeber, Titelverteidiger oder späteren Europameister.
- Der Sieg und die Niederlage waren auch die jeweils höchsten gegen diese Länder:
  -  Spanien Vorrunde 2000 1:0 (einziger Sieg gegen Spanien)
  -  BR Jugoslawien: Vorrunde 2000 0:1 (einziges Spiel gegen die BR Jugoslawien)

| Alle EM-Spiele |            |                |          |   |                     |                 |             |
| Nr.            | Datum      | Gegner         | Ergebnis |   | Austragungsort      | Anlass          | Bemerkungen |
| 1              | 13.06.2000 | Spanien        | 1:0      | * | Europameisterschaft | Rotterdam (NED) |             |
| 2              | 18.06.2000 | BR Jugoslawien | 0:1      | * | Europameisterschaft | Lüttich (BEL)   |             |
| 3              | 21.06.2000 | Slowenien      | 0:0      | * | Europameisterschaft | Arnheim (NED)   |             |